# Tama, ein japanischer Hund

Tama, ein japanischer Hund
Édouard Manet, um 1875
61 × 50 cm
Öl auf Leinwand
National Gallery of Art, Washington, D.C.

Tama, ein japanischer Hund (französisch Tama, un chien japonais) ist der Titel eines um 1875 entstandenen Gemäldes von Édouard Manet. Das in Öl auf Leinwand gemalte Werk hat die Abmessungen 61 cm × 50 cm. Es zeigt den stehenden Hund Tama, den Freunde Manets von einer Japanreise mitgebracht hatten. Das Gemälde befindet sich in der Sammlung der National Gallery of Art in Washington, D.C.

## Bildbeschreibung
Tama, ein japanischer Hund ist das Porträt eines Hundes. Er steht in der Bildmitte und zeigt dem Bildbetrachter den Körper mit dem aufgerichteten buschigen Schwanz von der Seite. Der Kopf ist leicht zur rechten Schulter gedreht und die offenen braunen Augen fixieren einen Punkt links außerhalb des Bildes. Aus dem etwas geöffnetem Maul ragt die rosafarbene Zunge heraus. Das Fell des Hundes variiert zwischen Schwarz und Weiß. Kopf, Rücken und Hinterteil sind überwiegend schwarz, Brust, Bauch und Beine zeigen ein weißes Fell. Markant sind der weiße Mittelstrich auf der Stirn und der weiße Bereich um die Nase, die kontrastreich das Gesicht kennzeichnen. Der buschige Schwanz setzt sich aus schwarzen und weißen Haaren zusammen. Mit kurzen Pinselstrichen hat Manet die vom Körper abstehenden Haare gemalt und dabei das lebhafte Temperament des Hundes unterstrichen.
Vor dem Hund liegt auf dem beigefarbenen Boden eine japanische Puppe. Ihr weißer Kopf reicht bis an den unteren Bildrand. Sie ist mit einem schwarzen Gewand gekleidet, aus dem ein rötliches Innenfutter hervorschaut. Zudem sind die weißen Gliedmaßen der Arme oder Hände zu erkennen. Die Farben der Puppe – Weiß, Schwarz und Rot – wiederholen die Farben des Fells und in leichter Abwandlung der Zunge des Hundes. Rechts neben der Puppe findet sich in der Ecke die Signatur „Manet“.
Hinter dem Hund ist eine in dunklem Rot gehaltene Wand zu sehen. Schmale vertikale Streifen lassen auf eine Holzwand schließen, auf der eine waagerechte breite Leiste in hellem Farbton für Stabilität sorgt. Ein rechts vom Hund an die Wand gelehnter heller Stock verleiht der Komposition eine räumliche Komponente. Die kurzen, nach hinten reichenden Schatten lassen auf Sonnenlicht oder eine andere Lichtquelle von oben schließen. Auf der linken Seite findet sich oberhalb des Hundes auf der Wand in goldenen Buchstaben der Schriftzug „TAMA“ – es ist der Name des Hundes.

## Ein japanischer Hund
In Manets Bildern tauchen eine Reihe von Hunden auf, die meist in Begleitung von Menschen erscheinen. So findet sich ein kleiner Hund mit schwarz-weißem Fell – nicht unähnlich dem Hund Tama – bereits im 1868–69 gemalten Bild Der Balkon. Dort ist er am unteren Bildrand zu Füßen eines Gruppenbildnisses zu sehen und hat als Requisit einen Spielball vor sich, der die Puppe im Gemälde Tama, ein japanischer Hund vorwegnimmt. Tama, ein Hund der Rasse Japan Chin, kam hingegen erst einige Jahre später in Manets Blickfeld. Angeregt durch die Pariser Weltausstellung 1867, auf der unter anderem Kunst und Kunsthandwerk aus Japan zu sehen waren, reisten Manets Schulfreund Théodore Duret und der befreundete Henri Cernuschi Anfang der 1870er Jahre zu Studienzwecken durch mehrere Länder Asiens. Von dort brachte insbesondere Cernuschi zahlreiche Kunstgegenstände mit, die sich heute im Pariser Musée Cernuschi befinden. Als „lebendes Souvenir“ kam auch der Hund Tama von der Reise mit.
Manet fertigte zunächst mit Bleistift auf Papier einige Skizzen des Hundes an, bevor er sich dem Gemälde zuwandte. Das lebhafte Tier im Bild festzuhalten, erforderte eine schnelle Arbeitsweise, die dem Malstil des Impressionismus ähnlich ist. Bilder von Schoßhündchen waren insbesondere bei Manets weiblichen Freunden beliebt, sodass er nach Tama noch weitere Hundeporträts schuf. Diese Bilder entstanden vermutlich in seinem Atelier, obwohl Manet Angst gehabt haben soll, dass die Hunde seine Gemälde beschädigen könnten. Etwa zeitgleich mit Manet schuf auch sein Malerkollege Pierre-Auguste Renoir ein Porträt des Hundes Tama (Sterling and Francine Clark Art Institute, Williamstown (Massachusetts)). Er verzichtete auf den deutlichen Japanbezug mit der Puppe im Vordergrund und dem auffälligen Schriftzug im Hintergrund.

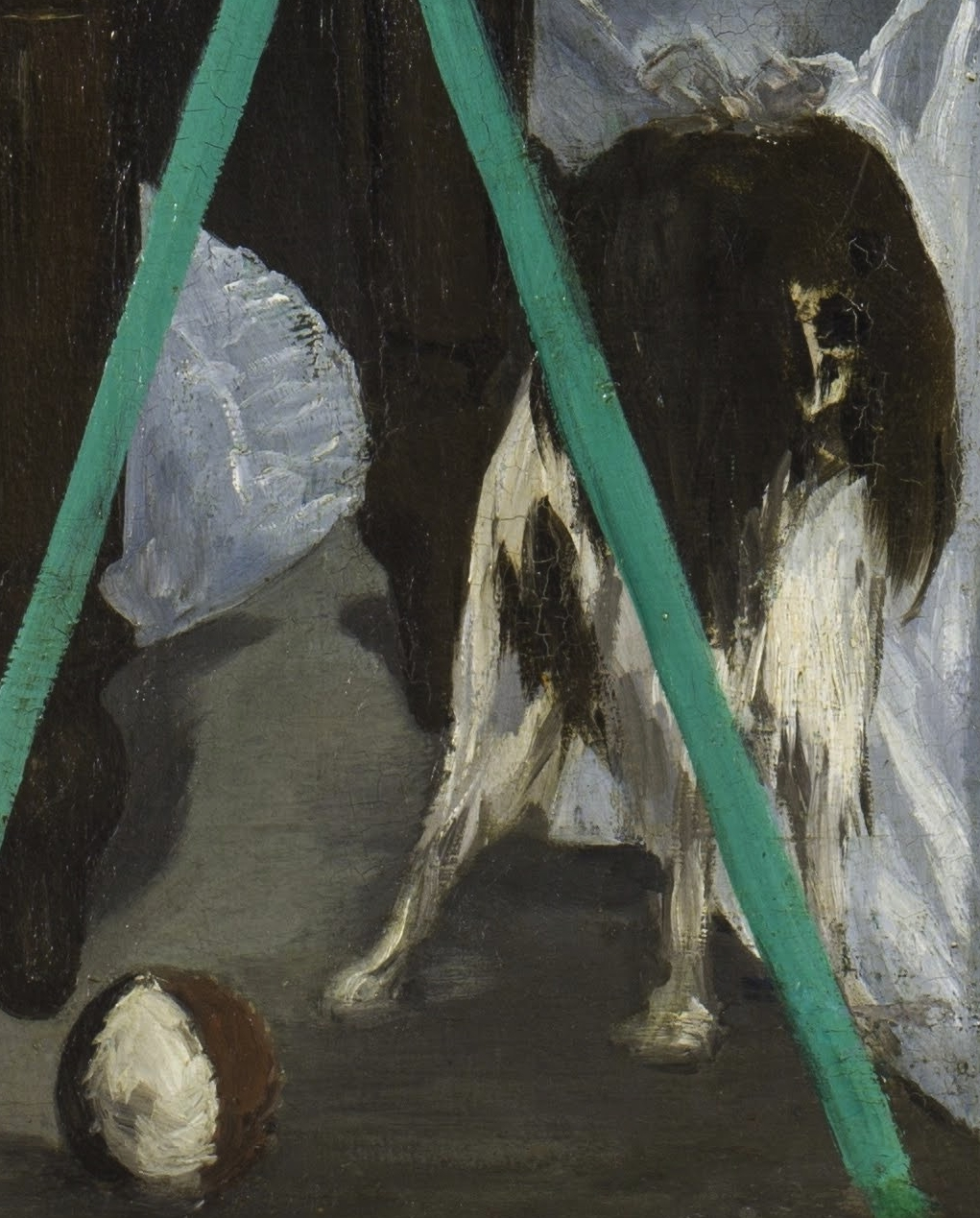
Édouard Manet: Der Balkon (Detail), 1868–69, Musée d’Orsay, Paris
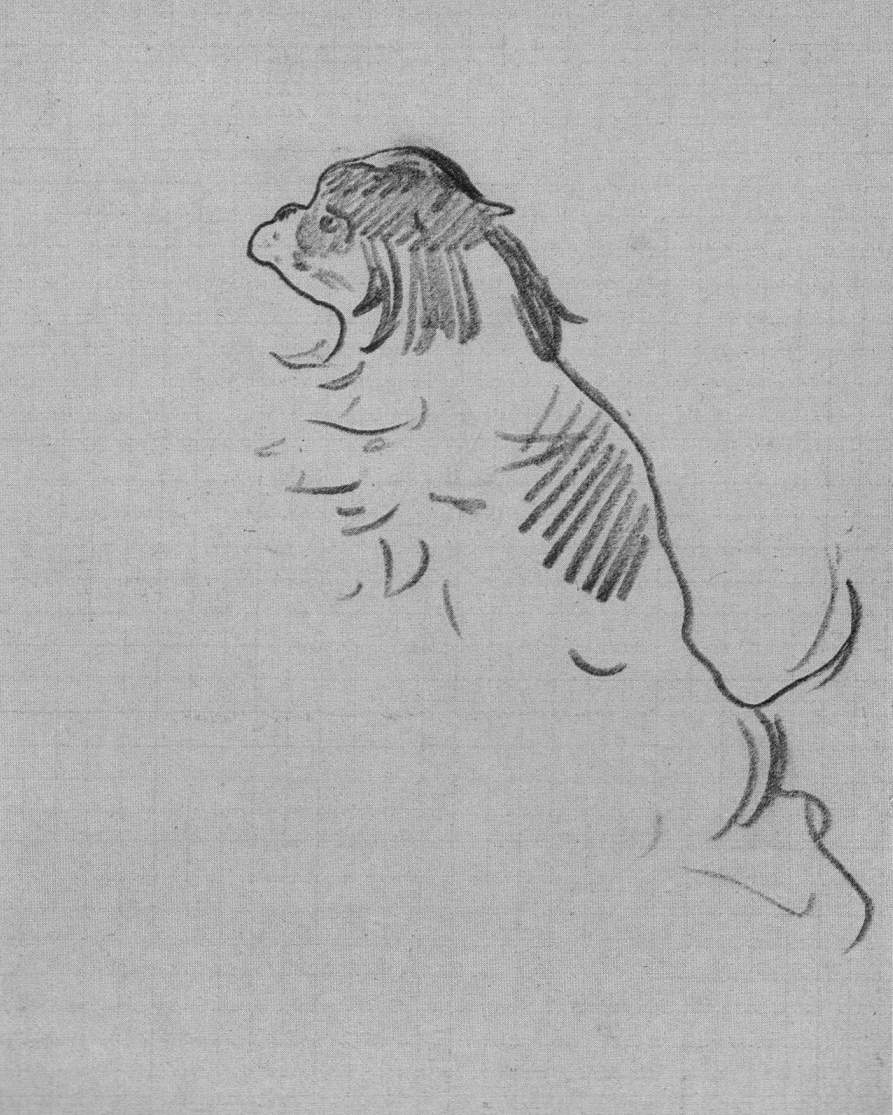
Édouard Manet: Studie von Tama, 1875
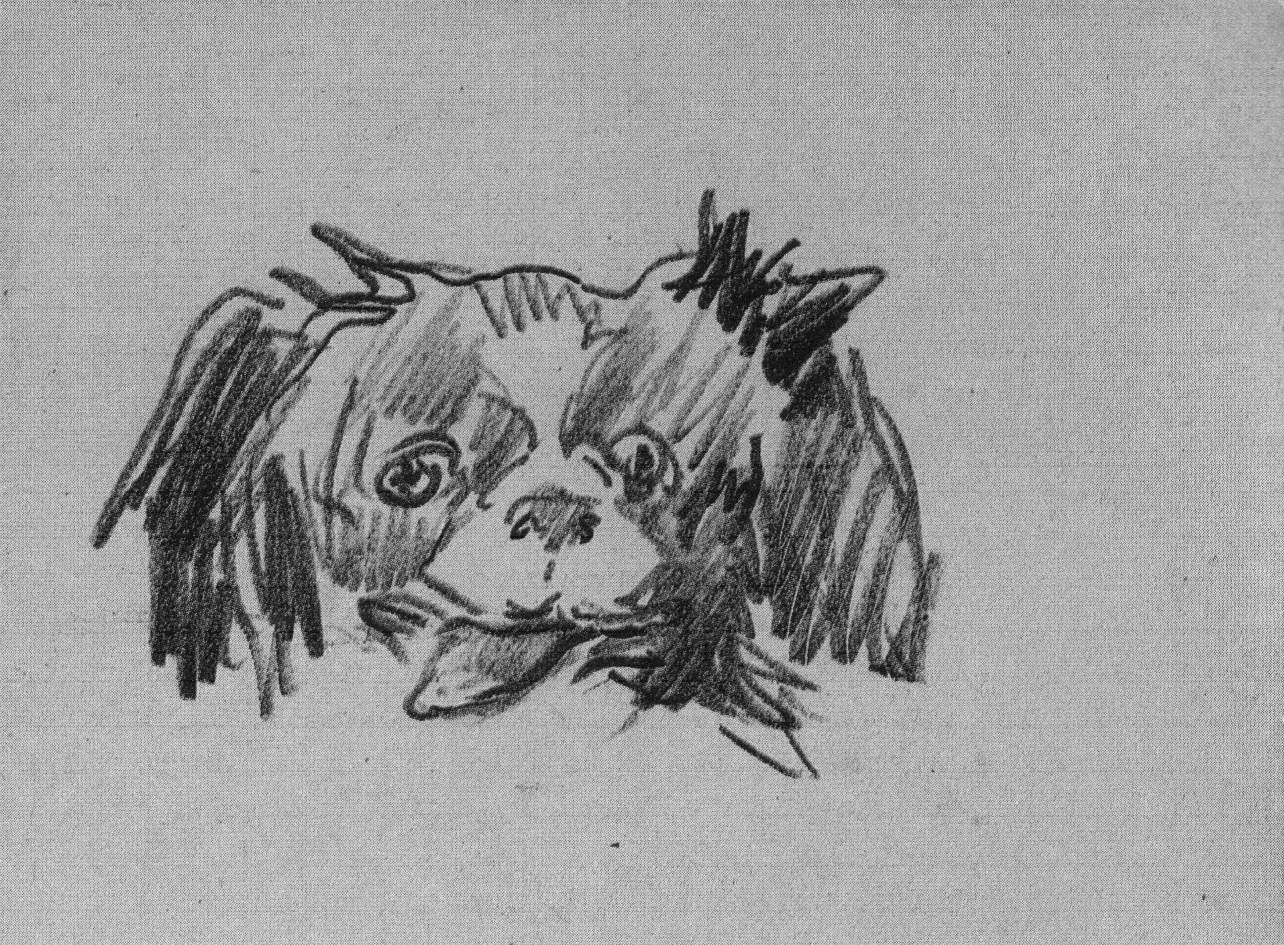
Édouard Manet: Studie von Tama, 1875
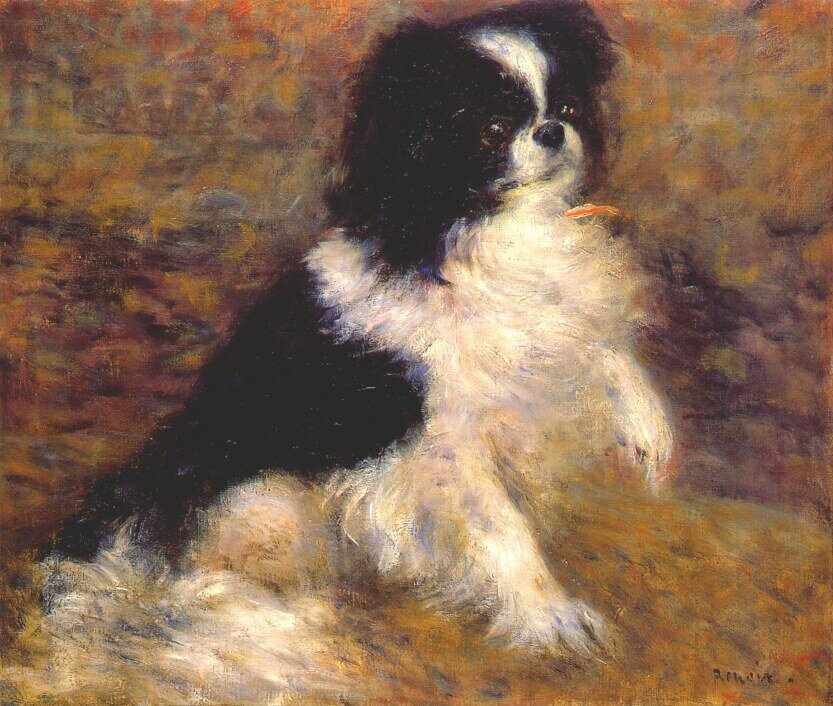
Pierre-Auguste Renoir: Tama, um 1876

## Provenienz
Das Gemälde Tama, ein japanischer Hund war möglicherweise ein Geschenk an den Besitzer des Hundes und Manets Freund Théodore Duret. Dieser lieh das Bild 1903 zu einer Ausstellung in der Galerie Bernheim-Jeune aus. Als nächster Besitzer ist der in Paris lebende Raphael Gérard bekannt, der das Bild um 1932 besaß. Danach erwarb Georges Bernheim das Gemälde, der es 1934 für die Biennale in Venedig zur Verfügung stellte. Später befand sich das Bild im Besitz des britischen Sammlers Herbert James Powell Bomford. Er lieh das Bild 1942 und 1944 zu Ausstellungen in London und 1948 in Dublin aus. Über die Kunsthandlung Marlborough Fine Arts in London kam das Bild in den 1950er Jahren in den Besitz von Jean d’Alayer in Paris. 1959 verkaufte der New Yorker Kunsthändler Sam Salz das Bild an den amerikanischen Sammler Paul Mellon, der es 1995 der National Gallery of Art stiftete.